# Svea Bein
Svea Bein (* 1. November 1992 in Eutin) ist eine deutsche Schauspielerin.

## Werdegang
Nach Besuch eines Schauspielworkshops in Köln unter der Leitung von Anya Hoffmann im Jahre 2004 feierte Svea Bein zwei Jahre später ihr Schauspieldebüt in TKKG – Das Geheimnis um die rätselhafte Mind-Machine, einem Film nach der gleichnamigen Jugendbuchreihe von Stefan Wolf. In Die Wilden Hühner und die Liebe spielte sie Leonie, eine Nebenrolle.

## Filmografie
- 2005: Der Staatsanwalt (Folge 1: Henkersmahlzeit)
- 2006: TKKG – Das Geheimnis um die rätselhafte Mind-Machine
- 2007: Die Wilden Hühner und die Liebe
- 2008: Ich liebe den Mann meiner besten Freundin
- 2010: Danni Lowinski (Folge 11: Teenagerliebe)
- 2019: Edda Tudor
- 2021: Praxis mit Meerblick – Hart am Wind

## Auszeichnungen
- 2007: Undine Award als Beste Filmdebütantin für TKKG – Das Geheimnis um die rätselhafte Mind-Machine